# Kellerei ACW

Offizielles Zeichen der Forschungsanstalt Agroscope Changins-Wädenswil ACW

Die Eidgenössische Forschungskellerei Wädenswil ist eine Weinkellerei in Wädenswil in der Schweiz, im Verbund des Agroscope, das für die Schweizer Eidgenossenschaft den Acker- und Futterbau, für den Obst-, Reb-, Gemüse- und Zierpflanzenbau sowie für Beeren, Arznei- und Gewürzpflanzen forscht.

## Entstehung

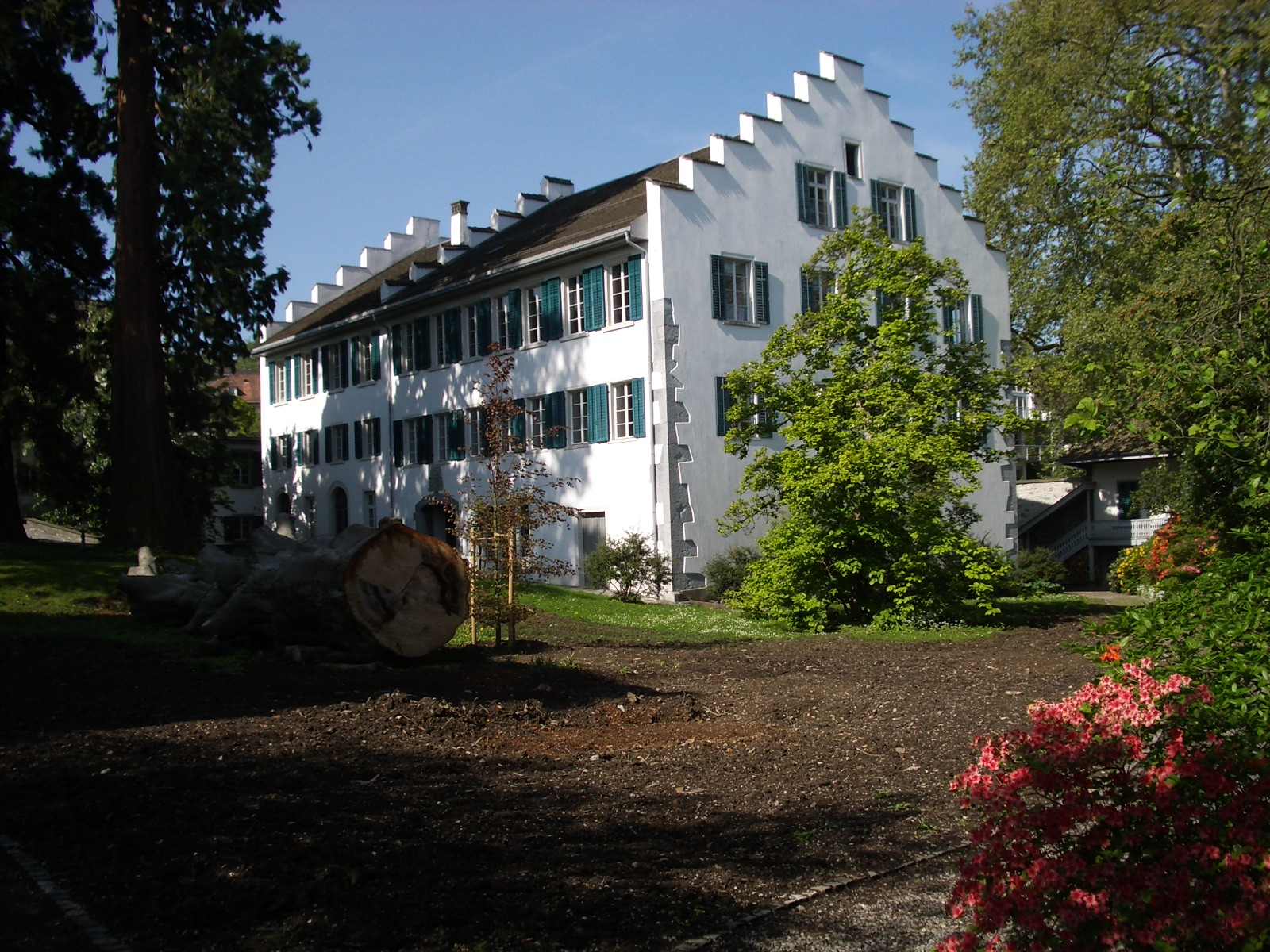
Schloss Wädenswil, Zentrum der Forschungsanstalt

Die Weinkelterei der Forschungsanstalt Agroscope Changins-Wädenswil ACW, früher Forschungsanstalt Wädenswil FAW, entstand im Jahre 1890. Der Bund übernahm diese Einrichtung im Jahre 1902. Die beiden Standorte unterschiedlicher Stationen, Wädenswil (Deutschschweiz) und Changins (Westschweiz), fusionierten etwas mehr als hundert Jahre später zur Forschungsanstalt Agroscope Changins-Wädenswil ACW. Im Jahre 1940 wurde das Gebäude renoviert, grunderneuert, angebaut, modernisiert und vergrössert.

## Rebfläche
Die Rebfläche der FAW verkleinerte sich im Laufe der Zeit immer wieder. Um 1950 waren noch mehr als 10 ha Rebland, 2011 sind es rund 5,5 ha. Seit Aufnahme der Arbeit in der Forschungskellerei der FAW (ACW) werden dort jährlich Versuche durchgeführt. Teils werden diese Projekte in der Forschungsrebanlage auf der anderen Seeseite in Stäfa in der Sternenhalde durchgeführt, teils direkt in dem um der Kellerei gelegenen Rebberg.
Mögliche Versuche sind z. B. Reben-, Spritz-, Düngermittelprüfungen um deren Wirksamkeit im Weinbau detailliert zu beweisen bzw. deren Wirksamkeit in einer Statistik festzuhalten. Dies ermöglicht allen Winzern in der Deutschschweiz richtig und wirksam zu spritzen und zu schützen. Zudem wird die Wirksamkeit von Hilfsmitteln geprüft. Sehr wichtig sind zudem Klonenprüfungen gleicher Sorten, um deren Widerstandsfähigkeit oder spezifische Eigenschaften festzuhalten und gegeneinander abzuwägen.

## Eigenkelterei
Die Eigenkelterei im Keltereigebäude existiert seit Gründung der FAW und wurde 1940 modernisiert, renoviert und vergrössert. Seit eh und je werden auch dort Versuche durchgeführt. Auf Basis von Forschungsergebnissen werden Arbeitsabläufe oder Anwendungsarten in der Traubenverarbeitung oder dem Jung- bzw. Altweinausbau angepasst bzw. verändert, um den Wein qualitativ gesichert vor Qualitätsverlust, zu produzieren oder auch und das Niveau zu erhöhen, d. h. im Aroma, Geschmack und Farbintensität anders zu prägen.
Knapp ein Viertel der Anbaufläche wird für Versuche verwendet, die restliche Anlage ist mit bekannten Sorten wie Chardonnay, Müller-Thurgau (Riesling-Sylvaner), Blauburgunder (Pinot Noir), Grauburgunder (Pinot Gris, Pinot Grigio), Räuschling (Zürirebe, Züriseerebe). Aus diesen Trauben entstehen jährlich Weine, die in den offenen Verkauf gelangen.

## Ausbildung
In der Kellerei werden Weintechnologen und Winzer ausgebildet, diese wechseln jährlich, oder können ihre gesamte Berufsausbildung (3 Jahre) dort verbringen. In dem Kellereistandort Wädenswil werden alle drei Jahre ein Weintechnologe und ein Winzer ausgebildet. In Stäfa wird alle drei Jahre ein Winzer ausgebildet.